# Francisco Pérez
Francisco Pérez Sanchez (22 de julho de 1978) é um ciclista de estrada espanhol.